# سعاد نصر
سعاد نصر (26 ديسمبر 1953 - 5 يناير 2007)، ممثلة مصرية راحلة. زاد صيتها بدورها لشخصية «مايسة» الذي لعبته في مسلسل «يوميات ونيس» بأجزائه الخمسة الأولى التي بدأت عام 1994.

## حياتها

### نشأتها
ولدت في 26 ديسمبر عام 1953 في حي شبرا بالقاهرة، وكانت تطمح وتسعى لتصبح صحفية ، إلا أنه قُدر لها بأن تلتحق بالمعهد العالي للفنون المسرحية الذي تخرجت منه عام 1975.
قامت بأداء مشهد تراجيدي في قصة «ياسين وبهية» خلال مشروع تخرجها، وهو الذي أعلن مولدها كفنانة تستطيع الأداء بشكلٍ محترف.

### حياتها الفنية
كان أول ظهور لها في مسرحية «عائلة ضبش» لصاحب الفضل الأول عليها حسب قولها في أحد المقابلات الصحفية، سمير العصفوري، وكان أول ظهورٍ مسجل لها في عام 1971 عندما شاركت أثناء دراستها في مسرحية «ياسين ولدي» التي كانت من إخراج مكتشفها للكوميديا كرم مطاوع، الذي وجد فيها فنانة كوميدية على عكس ما كانت تعتقد، أنها لا تصلح إلا للتراجيديا. شاركت في بداية مشوارها في عدة أعمال، ومنها فيلم «شقة في وسط البلد»، ومسلسل «الشاطئ المهجور»، ومسرحية «انتهى الدرس يا غبي» عام 1975، فتنوعت أدوارها ما بين السينما والتلفزيون والمسرح، وكانت لها بصمة في كل طريق.
في عام 1982، كانت انطلاقتها الحقيقية من خلال مشاركتها في فيلم «الغيرة القاتلة»، وفيلم «حدوتة مصرية». توالت بعدها أدوارها السينمائية التي كان من أبرزها دورها في فيلم «هنا القاهرة» الذي وضعها في مصاف نجمات الكوميديا في مصر من خلال أدائها البسيط لشخضية الصعيدية التي تأتي برفقة زوجها لزيارة القاهرة، والذي أدى دور شخصيته الفنان محمد صبحي.
أبدعت في المسرح بعد مشاركته مسرحية «الهمجي» عام 1985، ومسرحية «عائلة ونيس» عام 1997. شاركته أيضًا في اثنين من أنجح المسلسلات التلفزيونية الكوميدية العربية، وهما مسلسل «رحلة المليون» عام 1984، ومسلسل «يوميات ونيس» بأجزائه الخمسة الأولى التي بدأت عام 1994، وحقق دور شخصية «مايسة» الذي لعبته نجاحًا جماهيريًا منقطع النظير، حتى أنها ذكرت في بعض المقابلات الصحفية أن المعجبين ينادونها «ماما مايسة». عملت من جديد مع المخرج يوسف شاهين في فيلم «إسكندرية نيويورك» عام 2004، وبعدها شاركت في آخر أعمالها، وهو فيلم «الحياة منتهى اللذة» عام 2005.

### حياتها الأسرية
تزوجت في حياتها مرتين. الأولى كانت من الفنان أحمد عبد الوارث، وأنجبت منه بنتًا وولدًا هما طارق وفيروز، إلا أن هذه الزيجة انتهت، وقيل لأن الطرفان أدركا أنهما مختلفا الطباع، والثانية كانت من مهندس البترول محمد عبد المنعم الذي أكملت معه مشوار حياتها الخاص.

## وفاتها
خضعت لعملية شفط الدهون في أحد مستشفيات القاهرة، ودخلت في غيبوبة دامت عامًا كاملًا بعد إعطائها جرعة مخدر تمهيدًا لإجراءها. كان آخر كلامها قبل وفاتها: «ربي إذا بعثت فيّ الروح، فابعثها طاهرة، وإذا توفيتني، فتوفني مع الأبرار.» في تصريح ينسب لزوجها الثاني، مهندس البترول محمد عبد المنعم، حيث أنه ذكر حسب بعض الصحف أنها أفاقت من غيبوبتها لما يقارب الخمس دقائق، وأوصته بأن تدفن سريعًا إذا توفيت، وأن يبقى أهلها لما يقارب الساعة حول قبرها للدعاء لها. ويقال أن ابنتها فيروز شاهدة على واقعة أخرى، وهي واقعة رؤيتها التي يقال أنها تنبأت بوفاتها منها. ثم توفيت بعدها يوم 5 يناير 2007 تاركةً ورائها ميراثًا جميلًا من الأعمال وحبًّا كبيرًا في قلوب من أحبوها.
قد صاحب محنة مرضها العديد من الاتهامات من جانب الصحافة إلى طبيب التخدير المسؤول عن العملية، وحُكم عليه بالسجن ثلاث سنوات مع الشغل، وبكفالة قدرها خمسة آلاف جنيه لإيقاف التنفيذ، ولكن التهمة أُسقطت في النهاية.

## أعمالها

### من الأفلام
- الحياة منتهى اللذة.
- المتوحشة.
- البداية.
- هنا القاهرة.
- حدوتة مصرية.
- شقة في وسط البلد.
- خريف آدم.
- مجانين على الطريق.
- صايع بحر.
- علي سبايسي.
- خليل بعد التعديل.
- العاصفة.
- جواز بقرار جمهوري.
- عليش دخل الجيش.
- مستر دولار.
- أبو كرتونة.

### من المسلسلات
- يوميات ونيس.
- رحلة المليون.
- جحا المصري.
- الليل وآخره.
- اجري.. اجري.. اجري.
- مشـوار امرأة.
- أحلام عادية.
- الآنسة.
- هند والدكتور نعمان.
- أبرياء في قفص الاتهام.
- الكابتن جودة
- البحث عن السعادة

### من السهرات التلفزيونية
- أوراق من المجهول.
- نفقة وطلاق ومؤخر صداق.
- يوم سعيد يوم تعيس.
- بدلة جينز.
- قصة الأستاذ حندوس
- نهارك أبيض.
- مع السلام يا سلام.

### من المسرحيات
- الهمجي.
- تكسب يا خيشة.
- جوز ولوز.
- عائلة ونيس.
- البراشوت.
- عيلة عشر نجوم.
- أنا وهي والكمبيوتر.

### من المسلسلات الإذاعية
- نسناس في العش الوردي
- ولو يا دنيا

## جوائز
- 2006، جائزة أفضل دور ثانٍ نسائي عن دورها لشخصية «فاطمة» في فيلم الحياة منتهى اللذة من المهرجان القومي للسينما المصرية.
- 2020، جائزة تكريم وشكر وتقدير من الفنان محمد صبحي عن مشاركتها الفنية معه في مهرجان «50 سنة فن».

## روابط خارجية
- سعاد نصر على موقع IMDb (الإنجليزية)
- سعاد نصر على موقع الدهليز
- سعاد نصر على موقع قاعدة بيانات الأفلام العربية
- سعاد نصر على موقع قاعدة بيانات الفيلم (الإنجليزية)